# Villers-sur-Fère
Villers-sur-Fère är en kommun i departementet Aisne i regionen Hauts-de-France i norra Frankrike. Kommunen ligger  i kantonen Fère-en-Tardenois som ligger i arrondissementet Château-Thierry. År 2022 hade Villers-sur-Fère 517 invånare.

## Befolkningsutveckling
Antalet invånare i kommunen Villers-sur-Fère
Referens: INSEE